# Raymond Splingard
Raymond Splingard, né le 26 janvier 1912 et mort le 14 juin 1995, est un homme politique français.

## Biographie
Il est commerçant de profession.[réf. nécessaire]
Il est élu au conseil municipal d'Outreau et devient adjoint au maire à partir de 1945. Il en devient maire en 1952, mandat qu'il conserve jusqu'en 1983. 
Il est élu conseiller général du canton de Samer de 1958 à 1982. Il est désigné pour siéger au sein du conseil régional de 1974 à 1979. De 1962 à 1973, il est le suppléant de Jeannil Dumortier.  
Dans le cadre des élections sénatoriales de 1974, il est présent sur la liste conduite par Bernard Chochoy, mais n'est pas élu.
Il accède au Palais du Luxembourg, en 1981, lors de l'entrée de Marcel Wacheux, à l'Assemblée Nationale.
Il rejoint dans un premier temps la commission des affaires culturelles puis celle des affaires économiques. Il ne se représente pas dans le cadre des élections sénatoriales de 1983, et se retire donc de la vie politique.

## Mandats
- Maire d'Outreau de 1952 à 1983.
- Conseiller général du canton de Samer de 1958 à 1982.
- Sénateur du Pas-de-Calais de 1981 à 1983 (il succède à Marcel Wacheux).